# نيقولاس رشر
نيقولاس رشر (بالإنجليزية: Nicholas Rescher)‏ المولود في 15 يوليو عام 1928، هو فيلسوف ألماني أمريكي، وموسوعي الثقافة، وكاتب، ومدرس في جامعة بيتسبرغ، ورئيس مركز فلسفة العلم، وعمل رئيسًا لقسم الفلسفة سابقًا.
عمل رشر رئيسًا للرابطة الفلسفية الكاثوليكية الأمريكية، وجمعية ليبنتز في شمال أمريكا، والجمعية الميتافيزيقية الأمريكية، والرابطة الفلسفية الأمريكية، وجمعية شارل ساندرز بيرس. أسس رشر الدورية الفلسفية الأمريكية ربع السنوية ودورية تاريخ الفلسفة ربع السنوية ودورية الشؤون العامة ربع السنوية.

## النشأة والتعليم
ولد نيقولاس رشر في هاغن الواقعة في ولاية شمال الراين، ويستفاليا في ألمانيا. يُرجع رشر نشأته في سيرته إلى نيهيمياس رشر (1735-1801)، مؤسس المجتمع اليهودي في ألمانيا الشوابية القائم في رمزك هوخبرغ. انتقل رشر إلى الولايات المتحدة عندما كان في العاشرة من عمره. وحصل على درجة علمية في الرياضيات في كلية كوينز (جامعة مدينة نيويورك). أجرى دراساته للدكتوراة في الفلسفة في جامعة برينستون، وتخرَّج بالدرجة في عام 1951 بعمر 22 عامًا، فكان أصغر طالب يحصل على درجة الدكتوراة في قسم الفلسفة على الإطلاق. خدم رشر في قوات مشاة بحرية الولايات المتحدة بين عامي 1952 و1954، ثم عمل لقسم الرياضيات في مؤسسة راند بين عامي 1954 و1957. يدرِّس في جامعة بيتسبرغ منذ عام 1961. رشر ابن عم المستشرق الشهير اوسكار ريشر.

## الحياة المهنية
بدأ رشر حياته المهنية بالعمل الأكاديمي في جامعة برينستون في عام 1951. التحق بقسم الفلسفة في جامعة بيتسبرغ في عام 1961، فأصبح أول مدير مساعد لمركز فلسفة العلم الذي أقيم في السنة التالية. أسس الدورية الفلسفية الأمريكية ربع السنوية في 1964. عمل رئيسًا لقسم الفلسفة في عامي 1980 و1981. تغيرت الأدوار بالنسبة لرشر في يوليو عام 1988، إذ استقال من منصب مدير مركز فلسفة العلم وأصبح رئيسه بدلًا من ذلك. تبرع بمجموعته الفلسفية إلى مكتبة هيلمان في عام 2010.
انتُخب رشر لعضوية الأكاديمية الأمريكية للفنون والعلوم والجمعية الملكية الآسيوية والأكاديمية الأوروبية والجمعية الملكية الكندية والمعهد الدولي للفلسفة، نظرًا لكونه عضوًا شرفيًا في كلية كوربس كريستي، أكسفورد.
يُعتبر رشر كاتبًا غزير الكتابة؛ فله ما يزيد عن 100 كتاب و400 مقال، وذلك مصداق للأطروفة القائلة إن رشر لم يكن كاتبًا واحدًا، بل لجنة كتابة متكاملة تتشارك اسمه. نشر الفيلسوف ميشيل مارسونيت بغزارة حول فلسفة رشر، ويكتب أن أعمال رشر المنشورة الغزيرة مصدر اعتراض في حد ذاته، ويضيف «نفهم من غزارة المؤلفات سبب انصراف البعض عن مناقشة أفكاره». يصف رشر مقاربته الفلسفية بأنها التركيب بين المثالية الألمانية ومثالية بريطانيا العظمى مع براغماتية الولايات المتحدة.

## الفلسفة
تصف سيرة رشر الجامعية أعماله الفلسفية كالآتي:
يقدم عمل رشر تبصرات حول التوتر الديالكتيكي بين طموحاتنا الإجمالية عن معرفة مفيدة والحدود البشرية مثل القدرة المحدودة على التساؤل. يمثل توضيح هذا المشروع مقاربة متعددة الأوجه للقضايا الفلسفية الجوهرية، التي تشكل معًا خيوط الفكر في فلسفة العلم، من المثالية القارية والبراغماتية الأمريكية. 
ركزت دراساته في منتصف ستينيات القرن الماضي ونهايتها على المنطق العربي في القرون الوسطى، ولكنه وسّع نطاق تساؤلاته ليشمل الميتافيزيقا ونظرية المعرفة، منتقلًا تجاه البراغماتية المنهجية حسب تعريفه. شرع بالعمل بغزارة على البراغماتية الأمريكية في السبعينيات، ليركز على كتابات شارل ساندرز بيرس، الذي كان من أشد المؤثرين عليه. اشترك رشر مع هيربرت أ. سيمون في الورقة المحورية حول نظرية السببية.
أسهم رشر في المستقبليات، واخترع طريقة دلفي للتنبؤ، بالتعاون مع أولاف هيلمر. اهتم رشر بفلسفة ليبنتز، وكان محوريًا في إعادة تشييد النسخة الأولية من آلة إنجما. كان رشر مسؤولًا عن كشفين تاريخيين آخرين وإعادة تشييدهما: نموذج التطور الكوني في فلسفة أناكسيماندر، والنظرية الإسلامية القروسطية عن الأشكال القياسية في المنطق.

## التكريم
كُرم رشر في حياته عدة مرات جزاءً لأعماله. نال جائزة هامبولدت للتفوق في العلوم الإنسانية في عام 1984. نال جائزة كاردينال ميرسير في عام 2005، وميدالية الأكويني من الجمعية الفلسفية الكاثوليكية الأمريكية في عام 2007. نال رشر وسام استحقاق جمهورية ألمانيا الاتحادية نظرًا لإسهاماته في الفلسفة بصفته ألمانيًا أمريكيًا، ونال أيضًا ميدالية المؤسس من الجمعية الميتافيزيقية الأمريكية (2016)، وميدالية هيلموهولتز من الأكاديمية الألمانية للعلوم. يتمتع رشر بثماني درجات فخرية. حصل على زمالات احتفائية من مؤسسة فورد وزمالة غوغنهايم ومؤسسة العلوم الوطنية؛ نظرًا لعمله محاضرًا زائرًا في أكسفورد وجامعة كونستانز وجامعة سلامنكا وجامعة لودفيغ ماكسيميليان في ميونخ وجامعة ماربورغ.

## جائزة نيقولاس رشر وميداليته
انشأت جامعة بيتسبرغ صندوق د. نيقولاس رشر للتقدم في قسم الفلسفة، الذي يقدم جائزة نيقولاس رشر للإسهامات في الفلسفة النسقية. كان الطالب السابق لرشر، إرنست سوسا، أول من استلم هذه الجائزة. شملت الجائزة منذ عام 2012 ميدالية ذهبية وجائزة مالية بقيمة 25 ألف دولار، وارتفعت الجائزة المالية بعد ذلك إلى 30 ألف دولار. ثم شملت قائمة المستقبلين اللاحقة كلًا من ألفين بلاتنغا ويورجين ميتيلستراس وهيلاري بوتنام وروث ميليكان. أعادت جامعة بيتسبرغ تصميم الجائزة لتصير ميدالية رشر، وذلك بعد إنشاء الرابطة الفلسفية الأمريكية جائزة رشر الخاصة بها في الفلسفة النسقية في عام 2018.

## المفاهيم المنسوبة إليه
- في المنطق: مكمم رشر.
- في المنطق اللاكلاسيكي: محرك الاستدلال لدينيس ورشر، أو تداعيات دينيس رشر، عواقب مانور رشر.
- في المنطق الموازي: معاني رشر براندوم.
- في المنطق الزمني: مؤثر رشر.
- ساينتومترك: قانون رشر للعوائد الخوارزمية
- العدالة التوزيعية: مقياس رشر للمتوسط الفعال
- الديالكتيك: نظرية رشر عن الجدل الصوري.
- نظرية الحظ: معادلة رشر عن الحظ.